# Kerk van Meeden
De Hervormde kerk van Meeden is een kerkgebouw uit de vijftiende eeuw in het dorp Meeden in de gemeente Midden-Groningen in de Nederlandse provincie Groningen. Tot de bijzonderheden van dit rijksmonument behoren de vrijstaande vroeg zestiende-eeuwse klokkentoren, het achttiende-eeuwse kerkorgel en de talrijke zerken en grafmonumenten op het kerkhof en in het interieur.

## Geschiedenis
Meeden ontstond in de elfde eeuw als 'dochterdorp' van Eexta. In de loop van de vijftiende eeuw moest het dorp een kilometer naar het zuiden verplaatst worden vanwege het opdringende water van de Dollard. Het dorp, inclusief de kerk op een verhoogd kerkhof, werd herbouwd op de huidige locatie. Deze Rooms-Katholieke kerk behoorde na de Reductie van Groningen in 1594 tot de Nederduitse Gereformeerde Kerk (later Nederlandse Hervormde Kerk).

## Beschrijving
De rechthoekige bakstenen zaalkerk is verdeeld in vijf traveeën, die gescheiden worden door steunberen. In de traveeën zijn forse spitsboogvensters aangebracht. De kerk heeft een rechtgesloten koor. Het zadeldak verbindt twee topgevels. 
Inwendig heeft de kerk een houten vloer en een houten tongewelf. In het interieur bevinden zich koperen doophekken uit 1719 en een collectebus uit 1771 op een ijzeren driepoot. De preekstoel in Lodewijk XVI-stijl uit 1801 is vervaardigd door Berend Bekenkamp. Zowel buiten op het kerkhof als in de kerk zelf bevinden zich veel grafzerken; de oudste dateert uit 1603. De fraaist gedecoreerde exemplaren zijn die voor de kerkvoogd Ayolt Tonkens (1783) en H.J. van Delden (1907) en de door de beeldhouwer P. Hulsbergen gemaakte rij zerken voor de 19e-eeuwse familie Bouwman. Midden op het kerkhof staat een groot grafmonument voor K.H. Nannenga (1899). 
In de kerk staat een orgel dat in 1751 gebouwd is door Albertus Antoni Hinsz. Hij gebruikte daarbij pijpwerk uit het vorige orgel van de kerk, dat in 1643 gemaakt was door Jodocus Sieborch (ook gespeld als Jacobus Sieburg). In 1788 hebben Hinsz' stiefzoon Frans Casper Snitger en diens compagnon Heinrich Hermann Freytag herstelwerk aan het orgel uitgevoerd. Omstreeks 1801 is het door Nicolaus Anthony Lohman verplaatst van de voorgalerij van de kerk naar de oostkant. Ook later in de negentiende eeuw hebben H.H. Freytag, de familie Lohman en Roelf Meijer aan het orgel gewerkt, maar na 1870 werd er vrijwel niets meer aan gedaan, afgezien van de installatie in 1942 van een elektrische windmotor door orgelbouwer Flentrop. Van 2008 tot 2015 is het orgel grondig gerestaureerd door Henk van Eeken onder adviseurschap van Harald Vogel. Het eenklaviers instrument heeft negen registers en een aangehangen pedaal.
Bij de kerk staat een losstaande klokkentoren uit het begin van de zestiende eeuw. Bijzonder is dat de toren een negentiende-eeuwse dakruiter heeft die in 1912 verwijderd was om met luidklok op een school te worden geplaatst. Tientallen jaren later is een replica van de dakruiter teruggezet. Ook de buitentrap naar de eerste verdieping van de toren werd herplaatst. In de toren hangt een grote luidklok uit 1948; de twee oorspronkelijke klokken waren in 1940-1945 door de Duitse bezetters weggehaald om te worden omgesmolten voor de oorlogsindustrie.
Aan de voet van de toren is in 2002 de bronzen sculptuur Blad van René de Boer geplaatst als Monument tegen Oorlog en Geweld, met als motto: VELE TRANEN ZIJN GEWELD... DOOR ZINLOOS GEWELD.

## Afbeeldingen

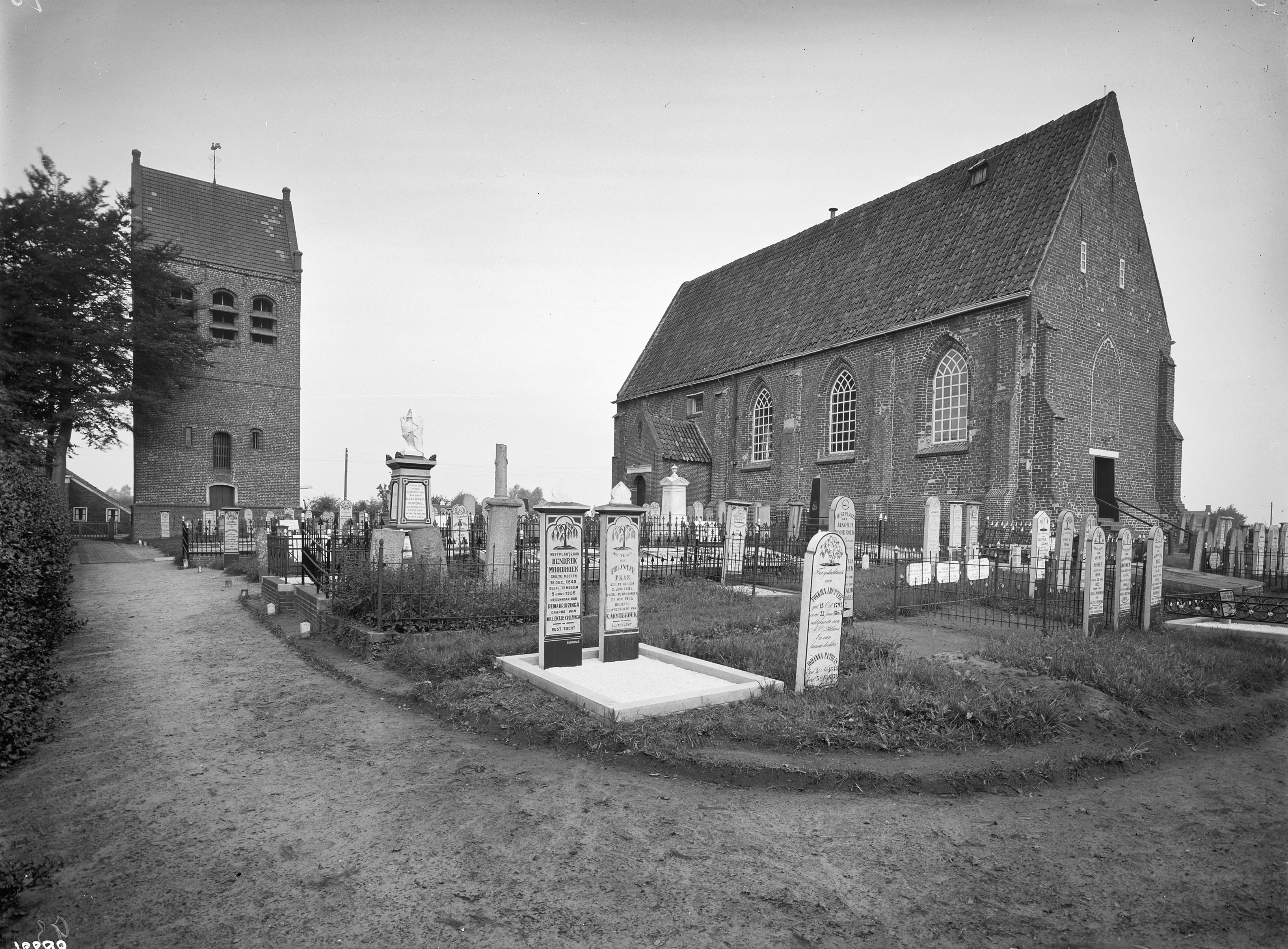
Toren (zonder dakruiter), kerkhof en kerkgebouw, foto 1936
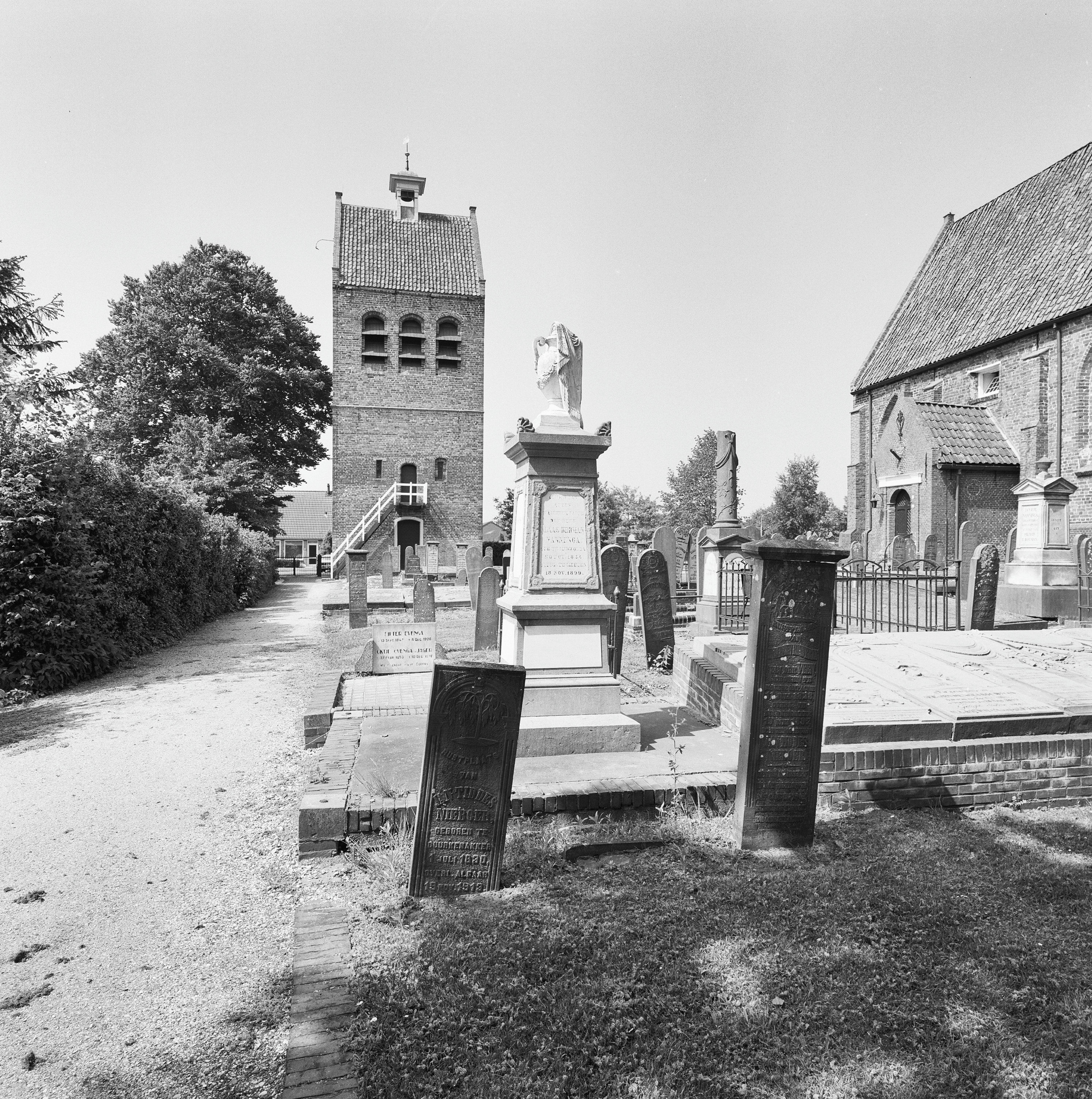
Kerkhof, klokkentoren (met nieuwe dakruiter) en grafmonument voor K.H. Nannenga, foto 1998
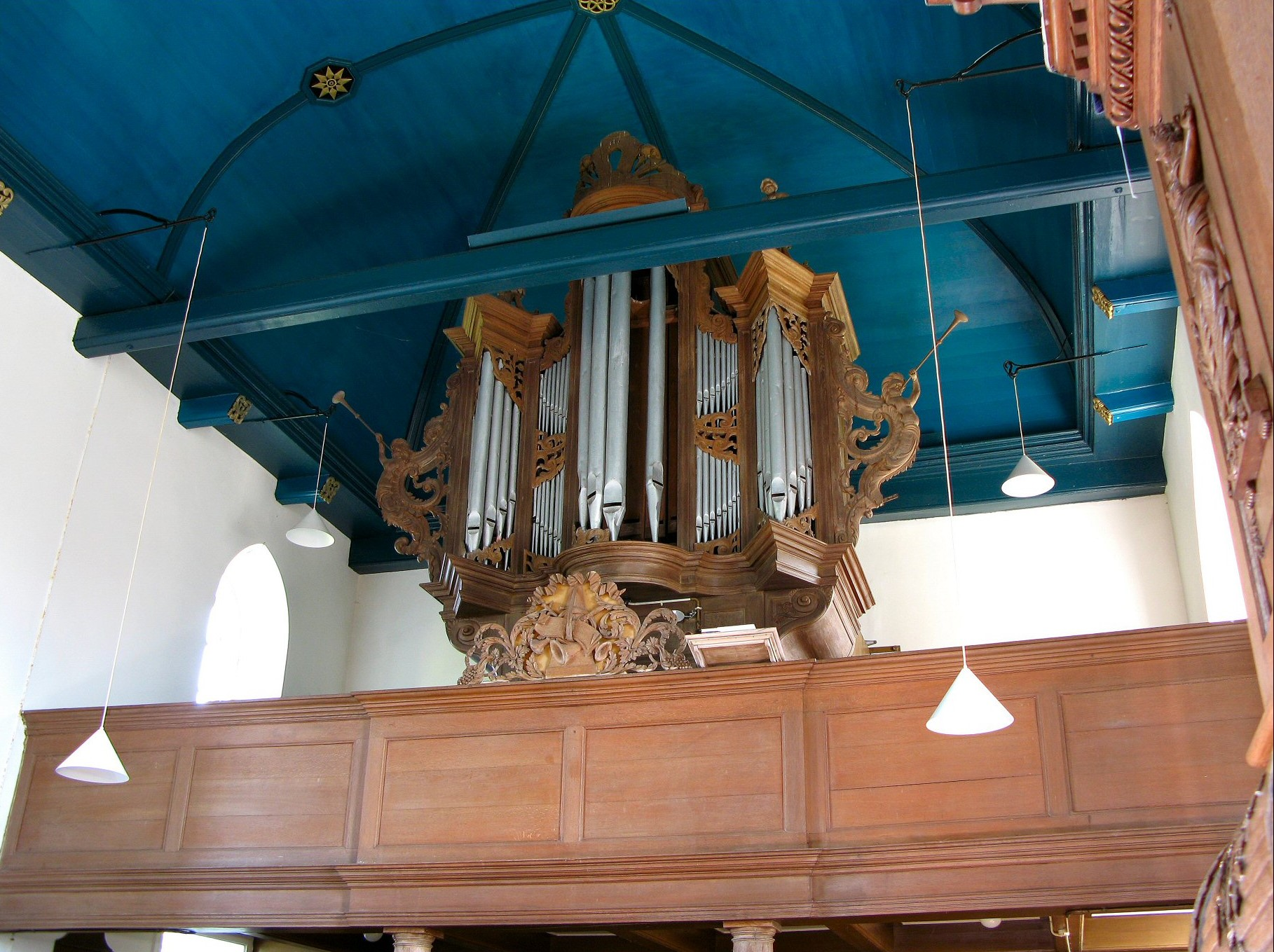
Het Hinsz-orgel uit 1751, foto 2007
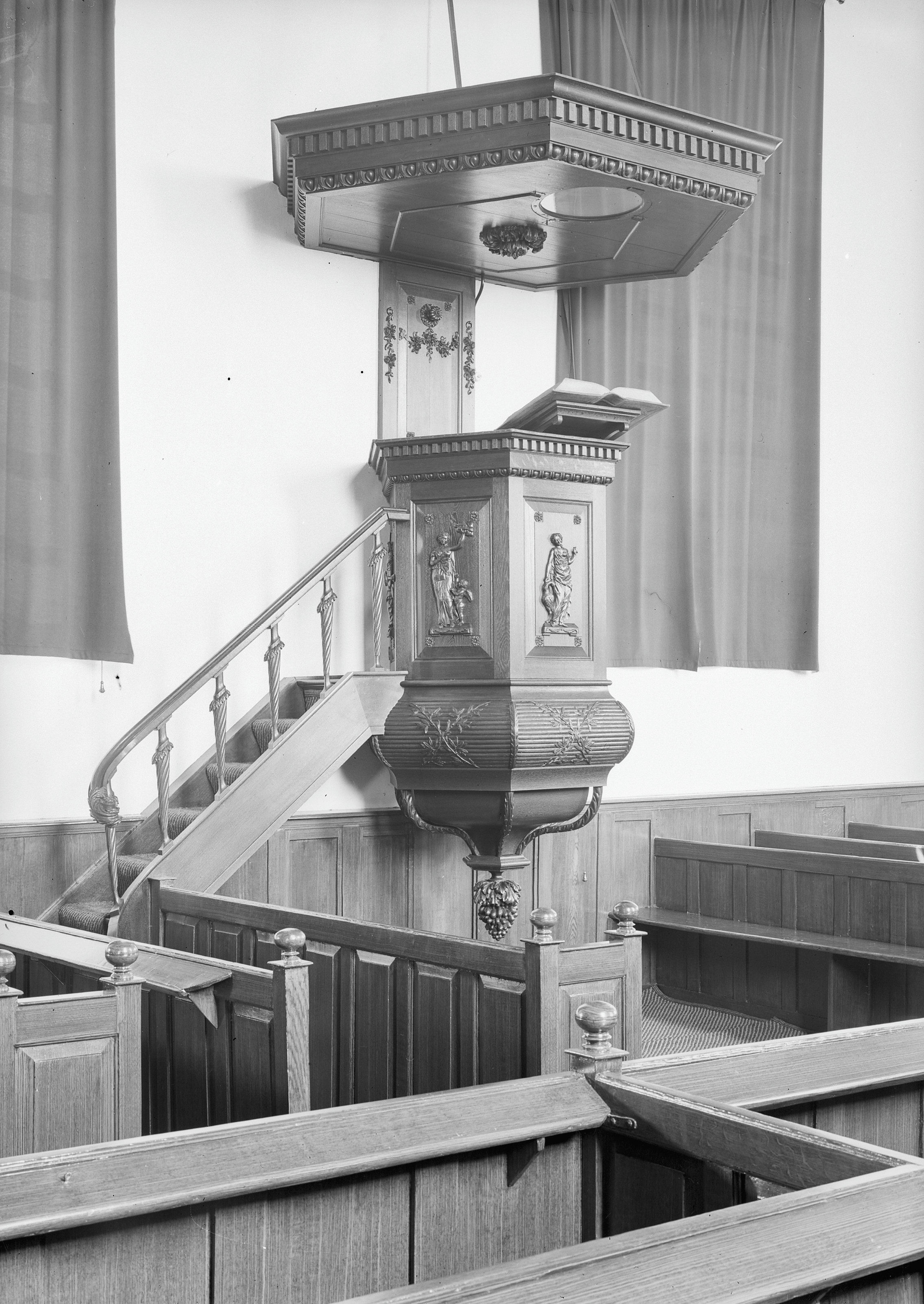
Preekstoel uit 1801 met klankbord, foto 1936
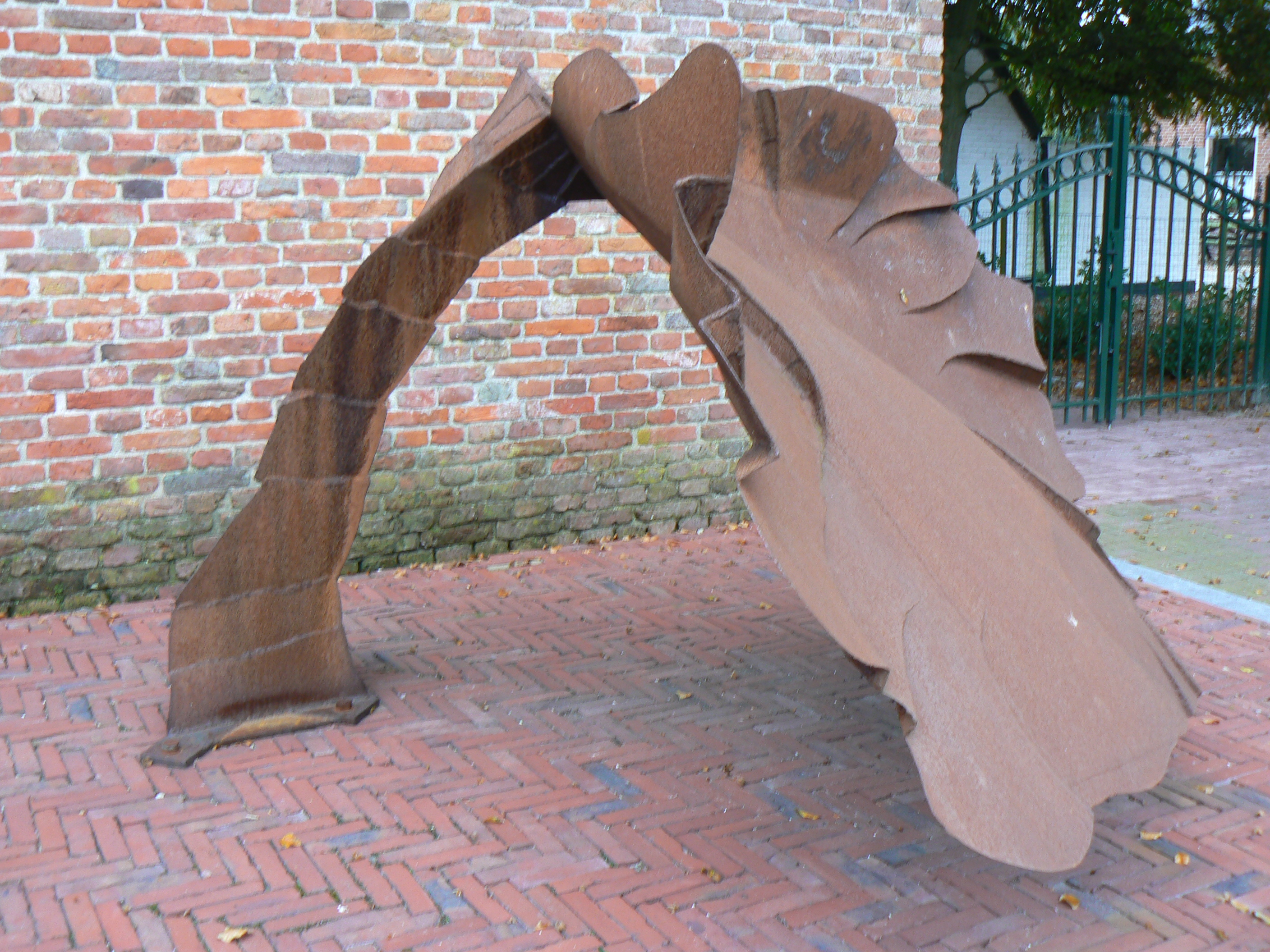
Blad, oorlogsmonument van René de Boer, 2002